# جائزة سنغافورة الكبرى 2015
جائزة سنغافورة الكبرى  2015 (بالإنجليزية: 2015 Singapore Grand Prix)‏ هو سباق فورمولا 1 أقيم بتاريخ 20 سبتمبر 2015 في حلبة شارع مارينا باي، سنغافورة. كان الثالث عشر من أصل 19 في بطولة العالم لسباقات الفورمولا واحد موسم 2015. حلّ الألماني سباستيان فيتل أولا بينما جاء الأسترالي دانيل ريكاردو في المركز الثاني وحصل على المركز الثالث الفنلندي كيمي رايكونن.